# Ferragudo

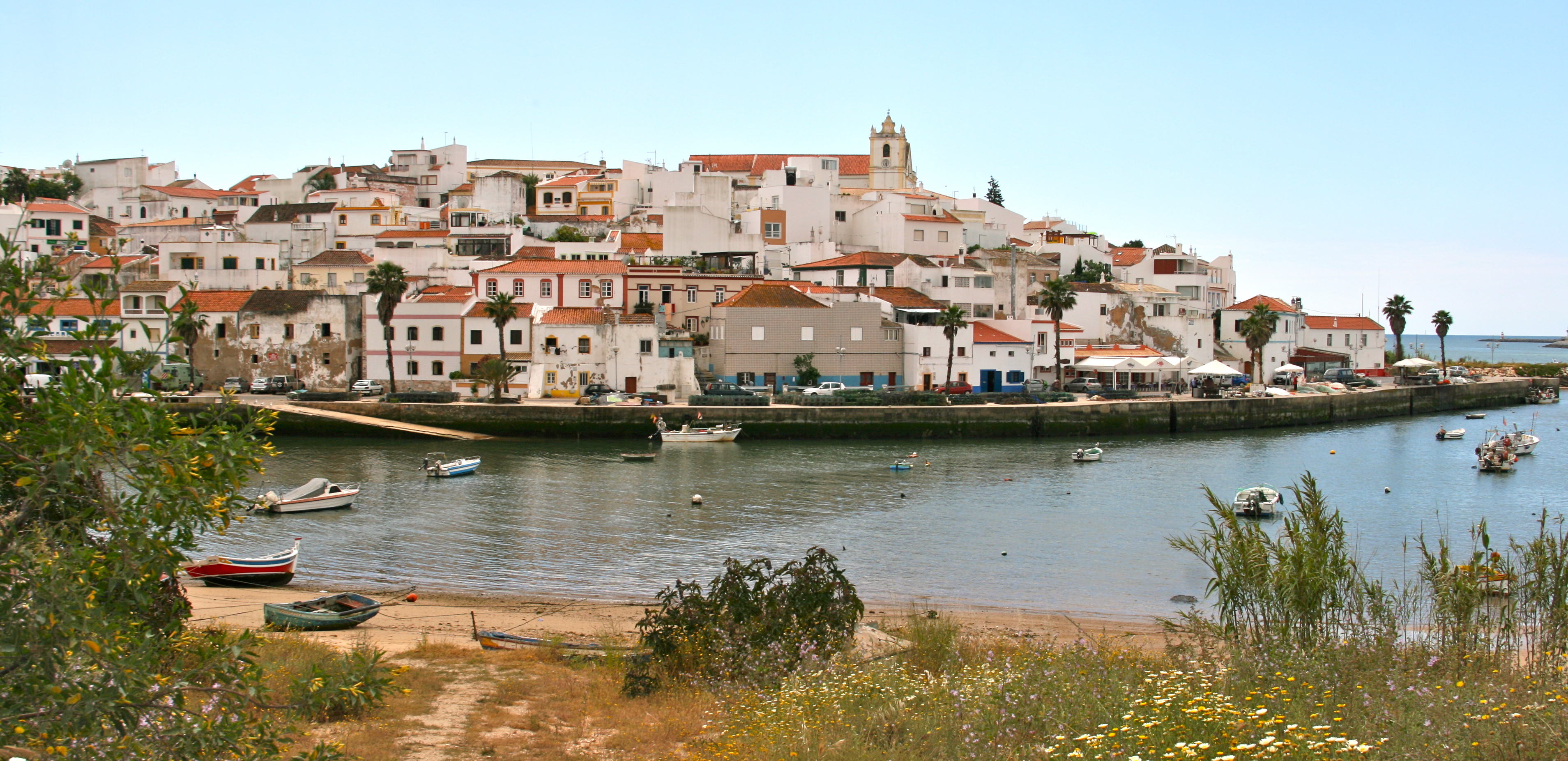
Veduta di Ferragudo

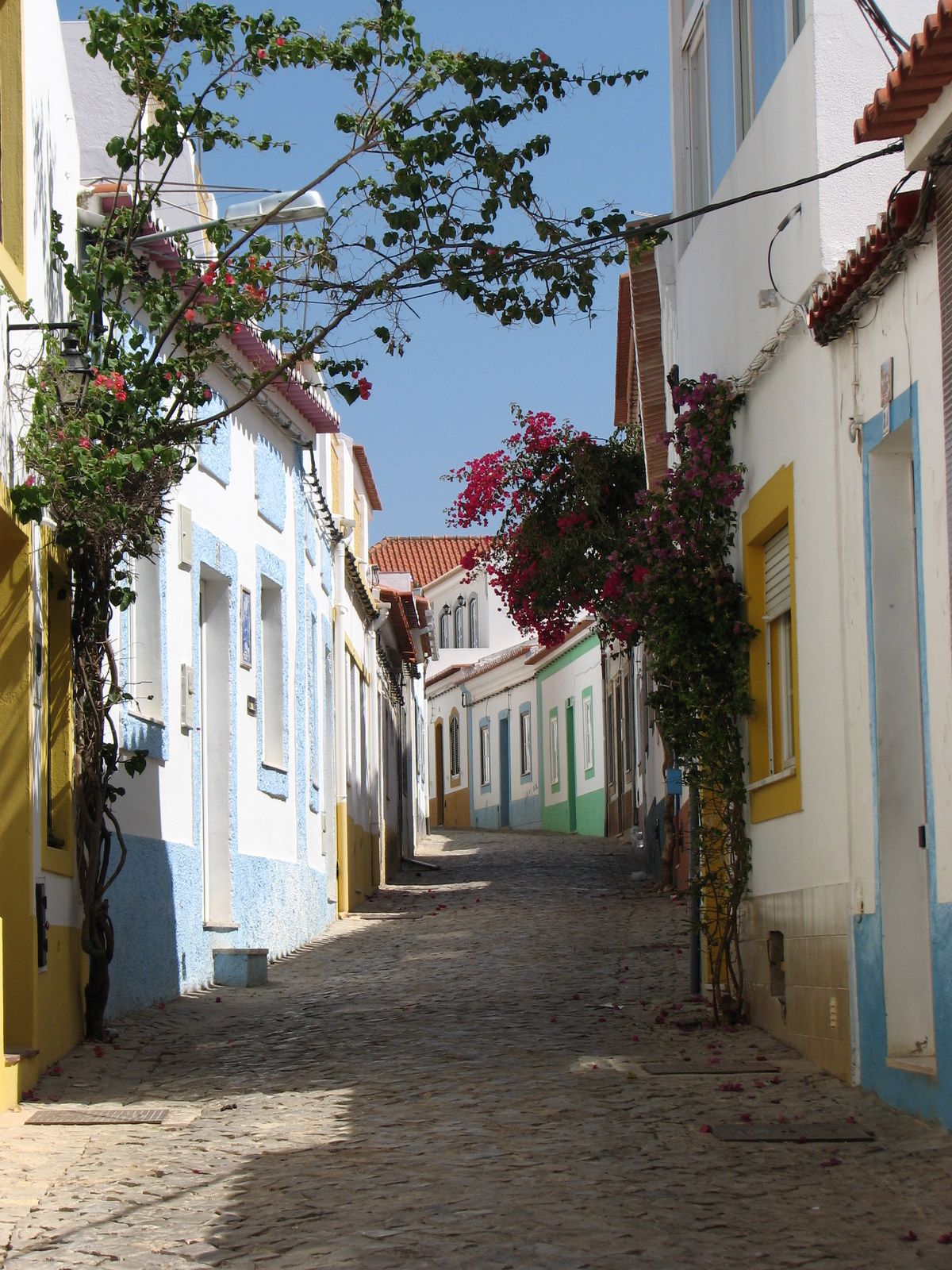
Una via di Ferragudo

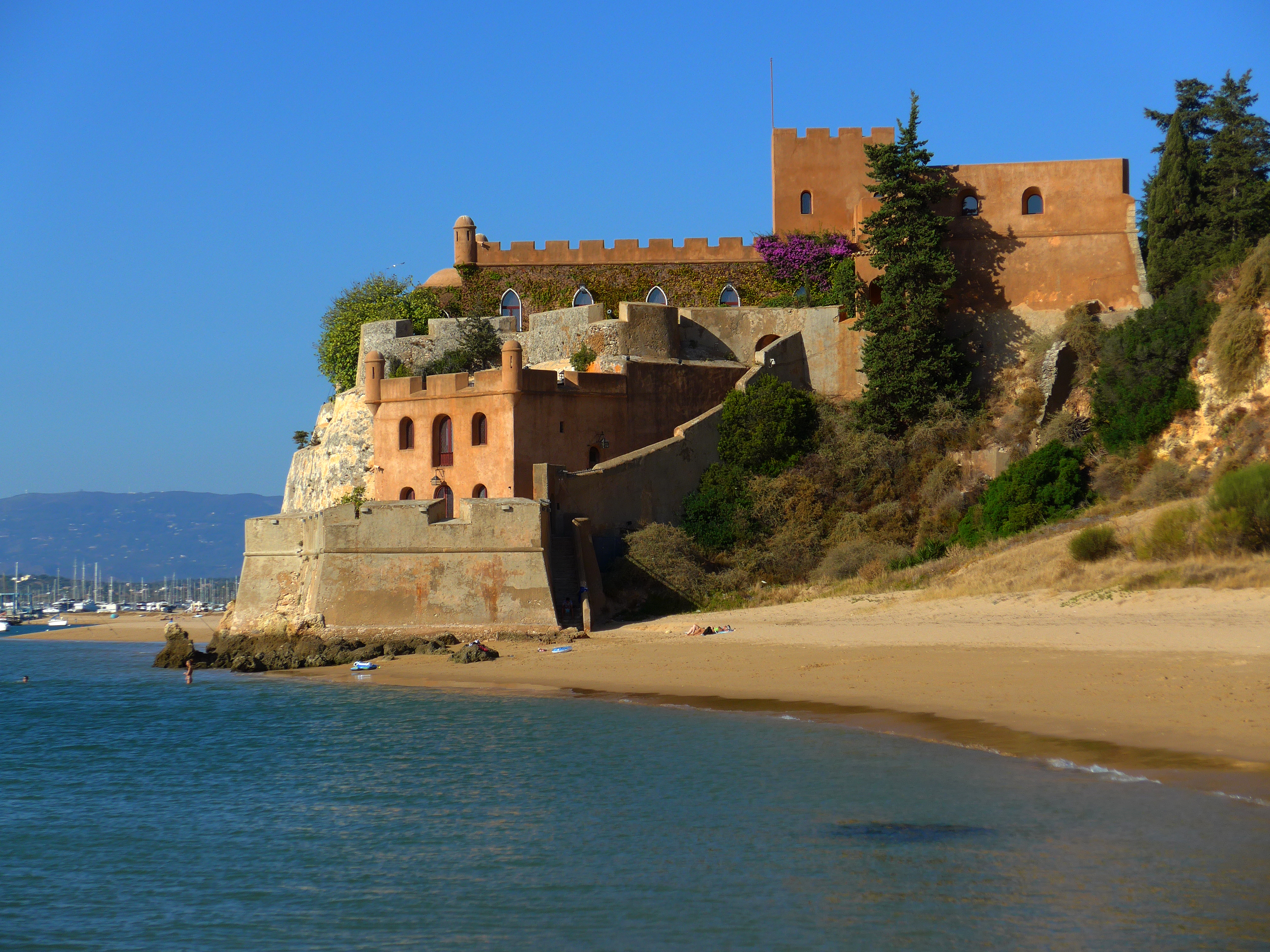
Ferragudo: il forte di São João do Arade

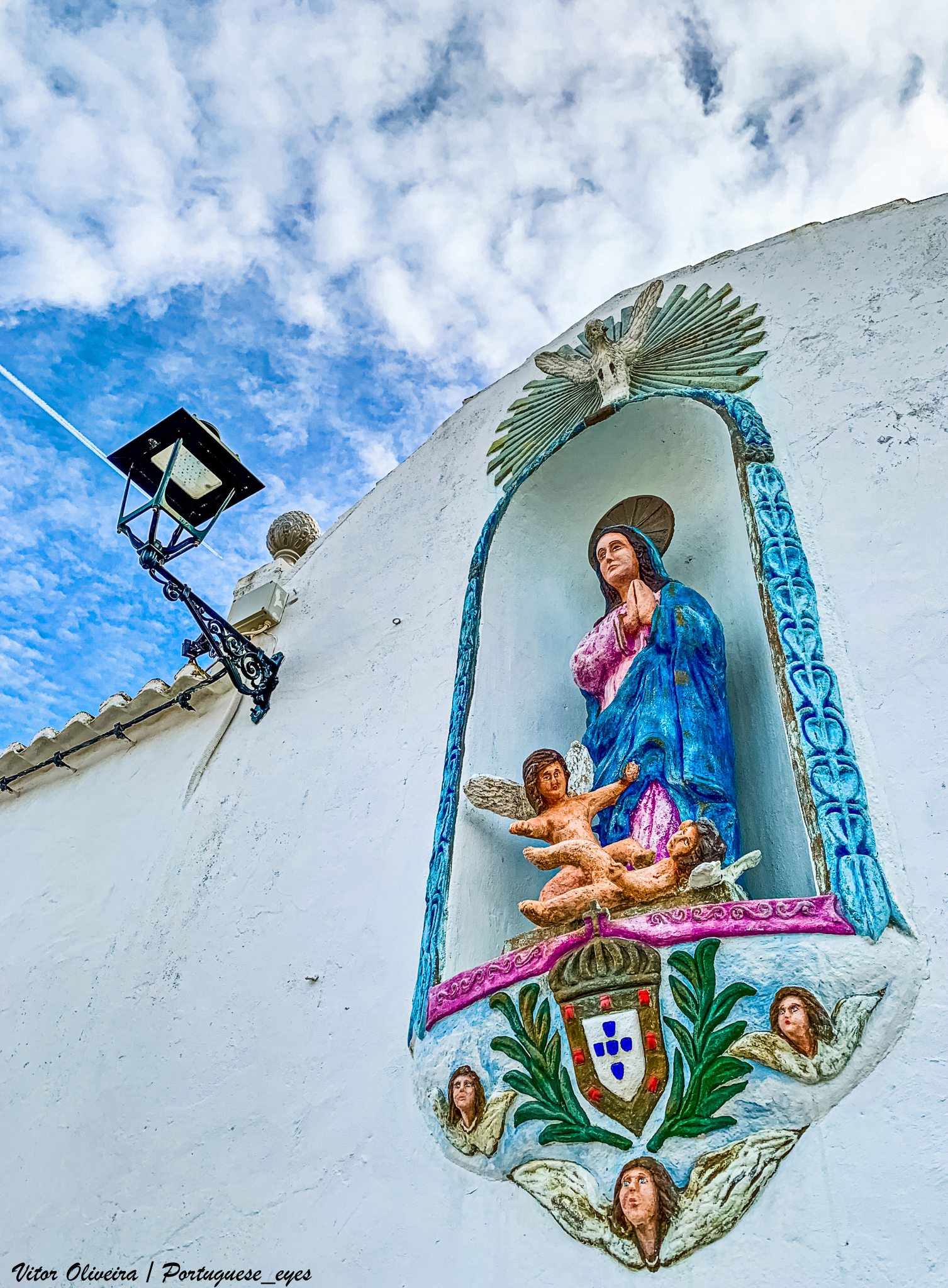
Ferragudo: particolare della chiesa parrocchiale

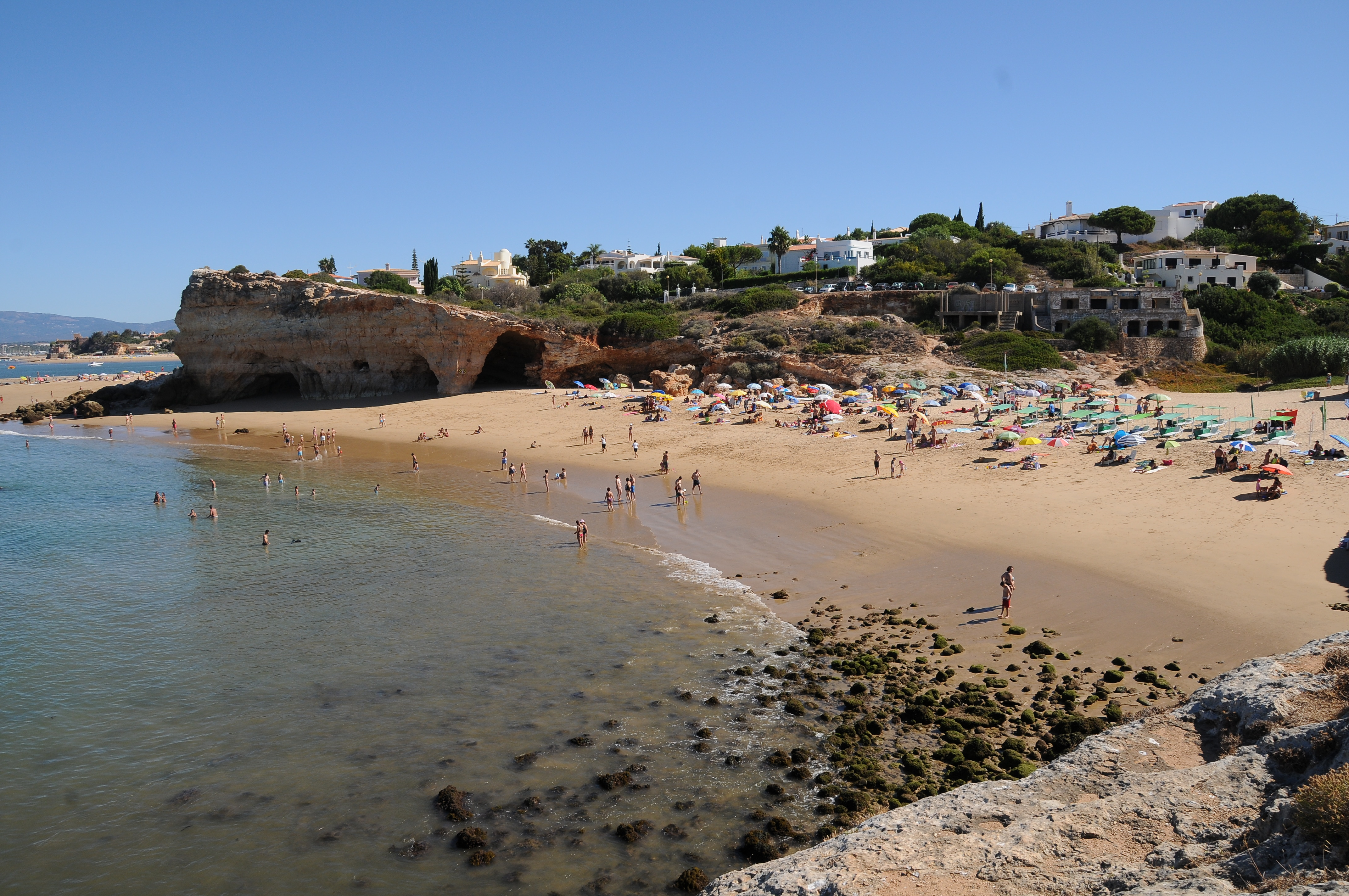
Ferragudo: Praia do Pintadinho

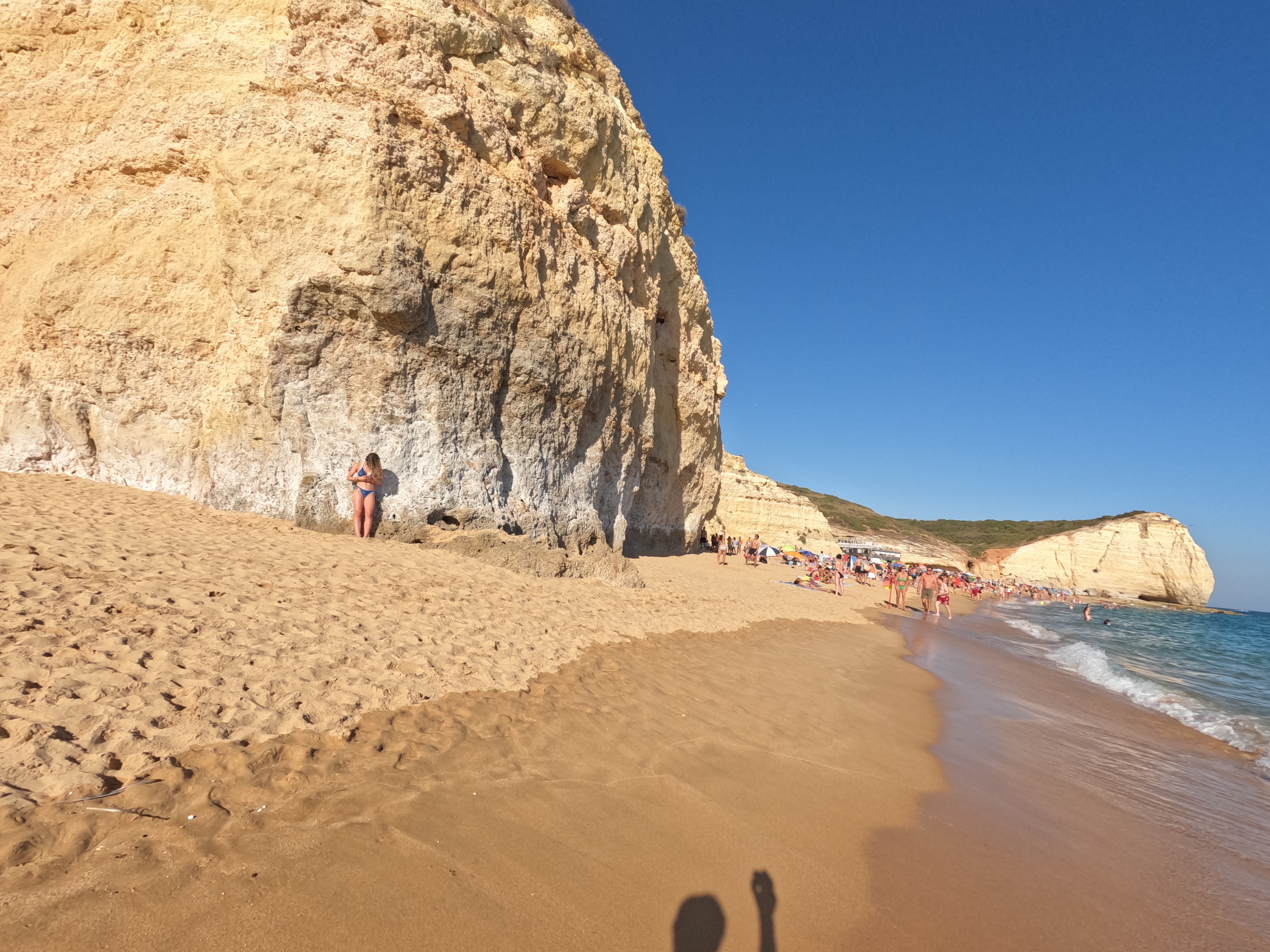
Ferragudo: Praia dos Caneiros

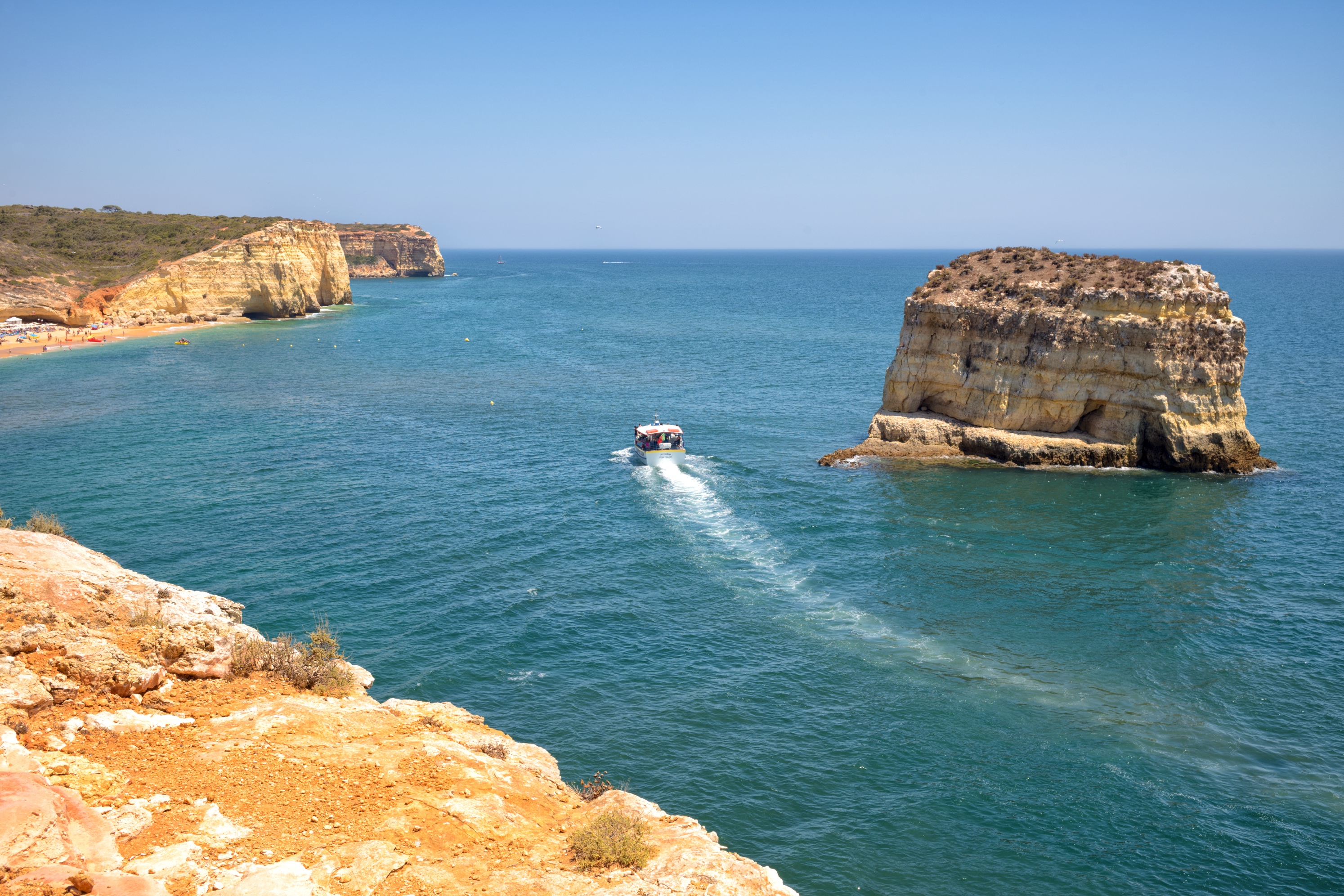
Scogliere di fronte alla costa di Ferragudo

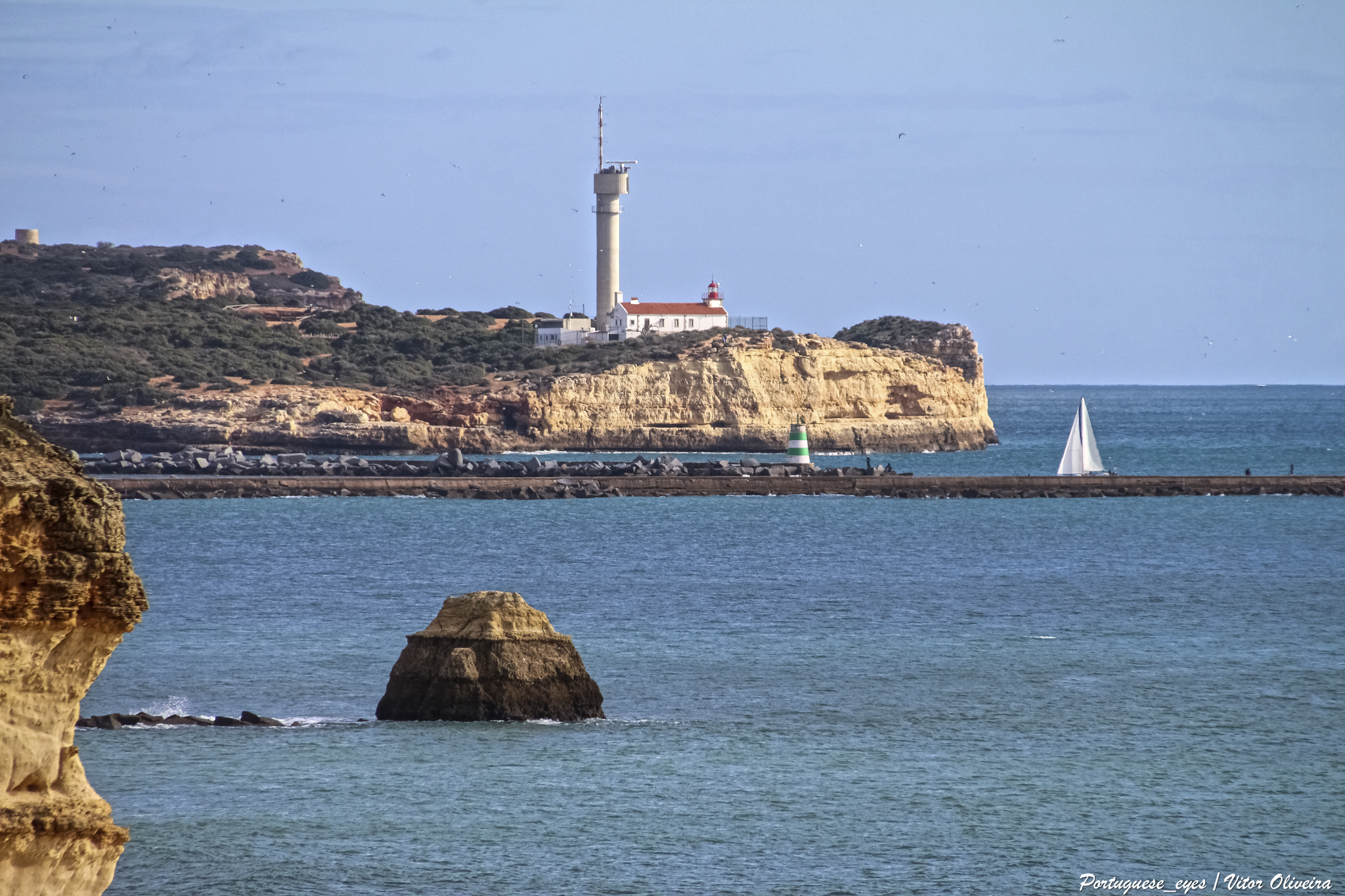
Ferragudo: il promontorio di Ponta do Altar con il faro

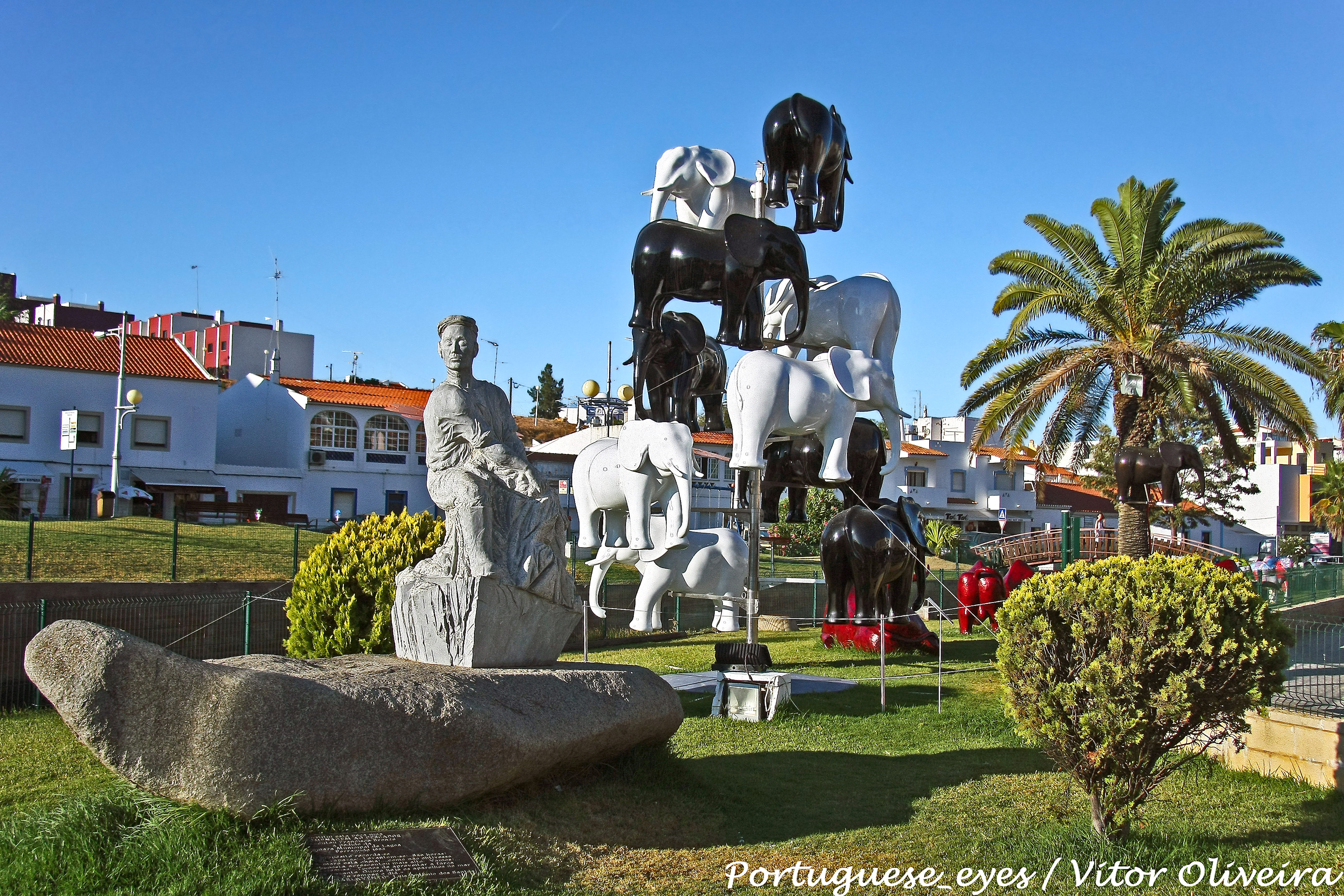
Scultura a Ferragudo

Ferragudo è una cittadina (vila), freguesia e località balneare del Portogallo meridionale, facente parte del concelho di Lagoa, nella regione dell'Algarve, e situata lungo l'estuario sull'Oceano Atlantico del fiume Arade.  L'intera freguesia conta una popolazione di circa 1 900 abitanti, mentre il villaggio principale conta una popolazione di circa 1 600 abitanti.

## Geografia fisica
Ferragudo si trova lungo la sponda orientale dell'estuario del fiume Arade, di fronte alla località di Portimão (situato sulla sponda opposta) e a pochi chilometri a sud del villaggio di Parchal.
L'intera freguesia occupa una superficie di 5,410 km², mentre il villaggio principale occupa un'area di 1,868 km².

## Origini del nome
Il toponimo Ferragudo sarebbe formato dai termini ferro e agudo e significherebbe dunque letteralmente "ferro affilato": il termine, che avrebbe avuto origine nel XIV secolo, farebbe riferimento a un arnese in ferro adoperato nella spiaggia di Angrinha.

## Storia

### Dalle origini ai giorni nostri
In epoca precristiana, il luogo, in particolare il vicino promontorio di Ponta do Altar, era teatro di riti pagani.
Il luogo iniziò a popolarsi nel XIV secolo, quando i pescatori vi trovarono riparo per affrontare gli inverni rigidi.
Tra il 1502 e il 1537, furono realizzate per volere del vescovo Silves D. Fernando Coutinho  delle fortificazioni in loco. Nel  frattempo, nel 1520 la regina Leonor concedette agli abitanti di Ferragudo la stessa protezione garantita agli abitanti di Silves.
Nel corso del XVII secolo, Ferragudo iniziò a distinguersi per le fiorenti attività della pesca e dell'agricoltura, che la portarono nel 1739 a diventare una freguesia indipendente da quella di Estômbar.
Il 30 giugno 1999 venne conferito a Ferragudo lo status di vila ("cittadina").

### Simboli
Nello bandiera (di colore bianco e azzurro) e nello stemma di Ferragudo è raffigurato un castello.

## Monumenti e luoghi d'interesse

### Architetture religiose

#### Chiesa di Nostra Signora da Conceição
Principale edificio religioso di Ferragudo è la chiesa parrocchiale o chiesa di Nostra Signora da Conceição, risalente al XVI secolo.

### Architetture militari

#### Castello di São João do Arade
Altro edificio storico di Ferragudo è il castello o forte di São João do Arade, noto anche come castello di Ferragudo o castello di Arade, costruito negli anni quaranta del XVII secolo in sostituzione dell'antico castello di Ferragudo.

### Architetture civili

#### Architettura cittadina
L'architettura civile di Ferragudo si caratterizza per le case dipinti di bianco.

#### Faro di Ponta do Altar
Sul promontorio di Ponta do Altar, si trova poi il faro di Ponta do Altar, realizzato nel 1893.

### Aree naturali
- promontorio di Ponta do Altar[6][8]
- Praia da Angrinha[6]
- Praia dos Caneiros (situata a 3 km dal centro cittadino)[14]
- Praia Grande[6]
- Praia do Pintadino[6]

## Società

### Evoluzione demografica

#### Freguesia
Al censimento del 2021, la freguesia di Ferragudo contava 1 973 abitanti (stesso dato del 2011), in maggioranza (987) di sesso maschile.
La popolazione al di sotto dei 20 anni era pari a 261 unità (di cui 101 erano i bambini al di sotto dei 10 anni), mentre la popolazione dai 65 anni in su era pari a 644 unità (di cui 168 erano le persone dagli 80 anni in su). 1 584 abitanti sono nativi del Portogallo, mentre 321 sono nativi di altri Paesi europei (di cui 190 di Paesi dell'Unione europea).
La freguesia di Ferragudo ha conosciuto un incremento demografico tra il 2001 e il 2011, quando è passata da 1 866  a 1 973 abitanti.

#### Villaggio
Al censimento del 2021, il centro abitato di Ferragudo contava 1 628 abitanti, in maggioranza (828) di sesso maschile.
La popolazione al di sotto dei 20 anni era pari a 247 unità, mentre la popolazione dai 65 anni in su era pari a 410 unità.

## Economia
Le attività produttive tradizionali di Ferragudo sono rappresentate dalla pesca e dall'industria conserviera del pesce, oltre che dall'allevamento di bovini e della coltivazione di frutta secca, quali mandorle, fichi e carrube. In espansione, poi il settore del turismo.

## Sport
A Ferragudo sono praticati sport acquatici quali kayak e windsurf.